# Brzanka różowa
Brzanka różowa (Pethia conchonius) – gatunek słodkowodnej ryby z rodziny karpiowatych (Cyprinidae). Spotykana w hodowlach akwariowych.

## Występowanie
Gatunek szeroko rozprzestrzeniony w kilku krajach Azji (Afganistan, Pakistan, Indie, Nepal i Bangladesz). Występuje licznie w jeziorach i strumieniach. W wielu krajach została introdukowana.

## Opis
Ryba stadna, powinna przebywać w grupie co najmniej 5–10 osobników. Łagodna, ruchliwa, wymaga dużej przestrzeni do pływania. Brzanki różowe osiągają przeciętnie około 8 cm długości, ale zdarzają się osobniki osiągające nawet 14 cm. Jest jedną z bardziej odpornych ryb akwariowych.
 
Łatwo rozmnażają się w akwarium z kępą drobnolistnych roślin. W hodowlach akwariowych popularna jest odmiana welonowa. Słoweński biolog Borut Žener wśród hodowanych przez siebie ryb w stawie ogrodowym wyodrębnił i wyhodował również odmianę o teleskopowych oczach. 

## Dymorfizm płciowy
Młode samce mają czarną płetwę grzbietową. Dojrzałe samce mają opalizująco miedzianą barwę, a w okresie tarła intensywną barwę różową. Samice mają barwę szarobrązową do złotobrązowej. 

## Warunki w akwarium
| Zalecane warunki w akwarium | Zalecane warunki w akwarium             |
| --------------------------- | --------------------------------------- |
| Zbiornik                    | średni, minimum 60 cm                   |
| Temperatura wody            | 18–26 °C                                |
| Twardość wody               | średnio twarda 8–18°n                   |
| Skala pH                    | ok. 7                                   |
| Pokarm                      | żywy, mrożony i suchy, również roślinny |

## Pokarm
Zjada praktycznie każdy pokarm dla ryb akwariowych, ale w jej diecie nie powinno zabraknąć pokarmów pochodzenia roślinnego, np. glonów.